# Hrabstwo Carroll (Kentucky)
Carroll – hrabstwo w stanie Kentucky w USA. Siedzibą hrabstwa jest Carrollton.
Hrabstwo Carroll zostało ustanowione w 1838 roku.

## Miasta
- Carrollton
- Ghent
- Prestonville
- Sanders
- Worthville